# 城干郡
城干郡（ソンガンぐん）は、朝鮮民主主義人民共和国慈江道の中部に位置する郡。

## 地理
北に江界市・慈城郡、東に狼林郡、西に渭原郡、南に龍林郡・前川郡と接する。
城干郡は狼林山脈にあり、西の方を流れる将子江は南に向けて流れている。 郡内最高峰は海抜2,214mの猛扶山である。 全体面積の92%が山林である。

## 歴史
独立前には平安北道江界郡の一部だった。 1949年1月に慈江道前川郡に属するようになった。 1952年12月、前川郡の城干面・干北面、 長江郡公北面の富只里を合併して城干郡を新設した。

### 年表
この節の出典
- 1952年12月 - 郡面里統廃合により、慈江道前川郡城干面・干北面、長江郡公北面の一部地域をもって、城干郡を設置。城干郡に以下の邑・里が成立。(1邑14里)
  - 城干邑・茂菜里・白岩里・南里・北里・栢子里・舞仙里・東山里・双芳里・中城間里・外中里・水砧里・外西里・梧毛老里・富只里
- 1954年 (1邑1労働者区13里)
  - 城干邑の一部が分立し、城河里が発足。
  - 中城間里の一部が分立し、城龍労働者区が発足。
  - 水砧里および城干邑の残部・中城間里の残部が合併し、城干邑が発足。
- 1967年 - 城河里が城河労働者区に昇格。(1邑2労働者区12里)
- 1981年 (1邑4労働者区10里)
  - 南里が倉坪労働者区に昇格。
  - 外中里が外仲労働者区に昇格。
  - 梧毛老里が新清里に改称。
- 1987年 - 東山里が東山労働者区に昇格。(1邑5労働者区9里)
- 1998年 - 双芳里が光明里に改称。(1邑5労働者区9里)

## 産業
地域の主要産業は伐木と農業である。城干ではとうもろこし、小麦、黍などの栽培や養蚕や養牛が行われる。

## 交通
郡の西に川があり満浦線が通過する。 また道路により江界及び平壌と繋がる。 
- 満浦線
  - 双芳洞駅 - 中城干駅 - 城干駅 - 新清駅 - 富只駅

## 行政区域
1邑 5労働者区 9里で構成される。
- 성간읍 (城干邑、ソンガヌプ)
- 성룡로동자구 (城龍労働者区、ソンニョンノドンジャグ)
- 창평로동자구 (倉坪労働者区、チャンピョンノドンジャグ)
- 성하로동자구 (城下労働者区、ソンハロドンジャグ)
- 동산로동자구 (東山労働者区、トンサンノドンジャグ)
- 외중로동자구 (外中労働者区、ウェジュンノドンジャグ)
- 백암리 (白岩里、ペガムニ)
- 백자리 (栢子里、ペクチャリ)
- 무채리 (茂菜里、ムチェリ)
- 무선리 (舞仙里、ムソンニ)
- 북리 (北里、プンニ)
- 신청리 (新清里、シンチョンニ)
- 부지리 (富只里、プジリ)
- 외서리 (外西里、ウェソリ)
- 광명리 (光明里、クァンミョンニ)